# Liste der Biografien/Gew
Liste der Biografien |
Portal Biografien |
Personensuche
# |
A |
B |
C |
D |
E |
F |
G |
H |
I |
J |
K |
L |
M |
N |
O |
P |
Q |
R |
S |
T |
U |
V |
W |
X |
Y |
Z |
?
 
Ga |
Gb |
Gc |
Gd |
Ge |
Gf |
Gh |
Gi |
Gj |
Gk |
Gl |
Gm |
Gn |
Go |
Gp |
Gq |
Gr |
Gs |
Gu |
Gv |
Gw |
Gy |
Gz
 
Gea |
Geb |
Gec |
Ged |
Gee |
Gef |
Geg |
Geh |
Gei |
Gej |
Gek |
Gel |
Gem |
Gen |
Geo |
Gep |
Ger |
Ges |
Get |
Geu |
Gev |
Gew |
Gex |
Gey |
Gez
Die Liste der Biografien führt alle Personen auf, die in der deutschsprachigen Wikipedia einen Artikel haben. Dieses ist eine Teilliste mit 34 Einträgen von Personen, deren Namen mit den Buchstaben „Gew“ beginnt.

## Gew

### Gewa
- Gewald, Karl (1930–2017), deutscher Chemiker
- Gewalt, Hannalore (* 1939), deutsche Autorin zur Thüringer Geschichte
- Gewalt, Roland (* 1958), deutscher Politiker (CDU), MdA, MdB, MdEP
- Gewalt, Wolfgang (1928–2007), deutscher Zoologe, Autor und langjähriger Direktor des Duisburger Zoos
- Gewandt, Heinrich (1926–2013), deutscher Politiker (CDU), MdB
- Gewargis III. (* 1941), irakischer Katholikos-Patriarch der „Heiligen Katholischen Apostolischen Assyrischen Kirche des Ostens“

### Gewe
- Gewecke, Frauke (1943–2012), deutsche Romanistin und Hispanistin
- Gewecke, Hans (1906–1991), deutscher Politiker (NSDAP), MdR, Gebietskommissar im Reichskommissariat Ostland, MdR und NSDAP-Kreisleiter im Herzogtum Lauenburg
- Gewecke, Walter (* 1867), deutscher Porträt-, Genre- und Stilllebenmaler der Düsseldorfer Schule
- Gewehr, Hans Georg (1908–1976), deutscher SA-Führer
- Geweke, Reiner (1955–2022), deutscher Fußballspieler
- Gewelt, Terje (* 1960), norwegischer Jazz- und Fusion-Bassist
- Geweniger, Ute (* 1964), deutsche Schwimmerin
- Gewers, Bernhard (1927–2012), deutscher Bildhauer und Zeichner
- Gewessler, Leonore (* 1977), österreichische Politikerin (Grüne) und ehemalige UmweltaktivistinLeonore Gewessler (* 1977)

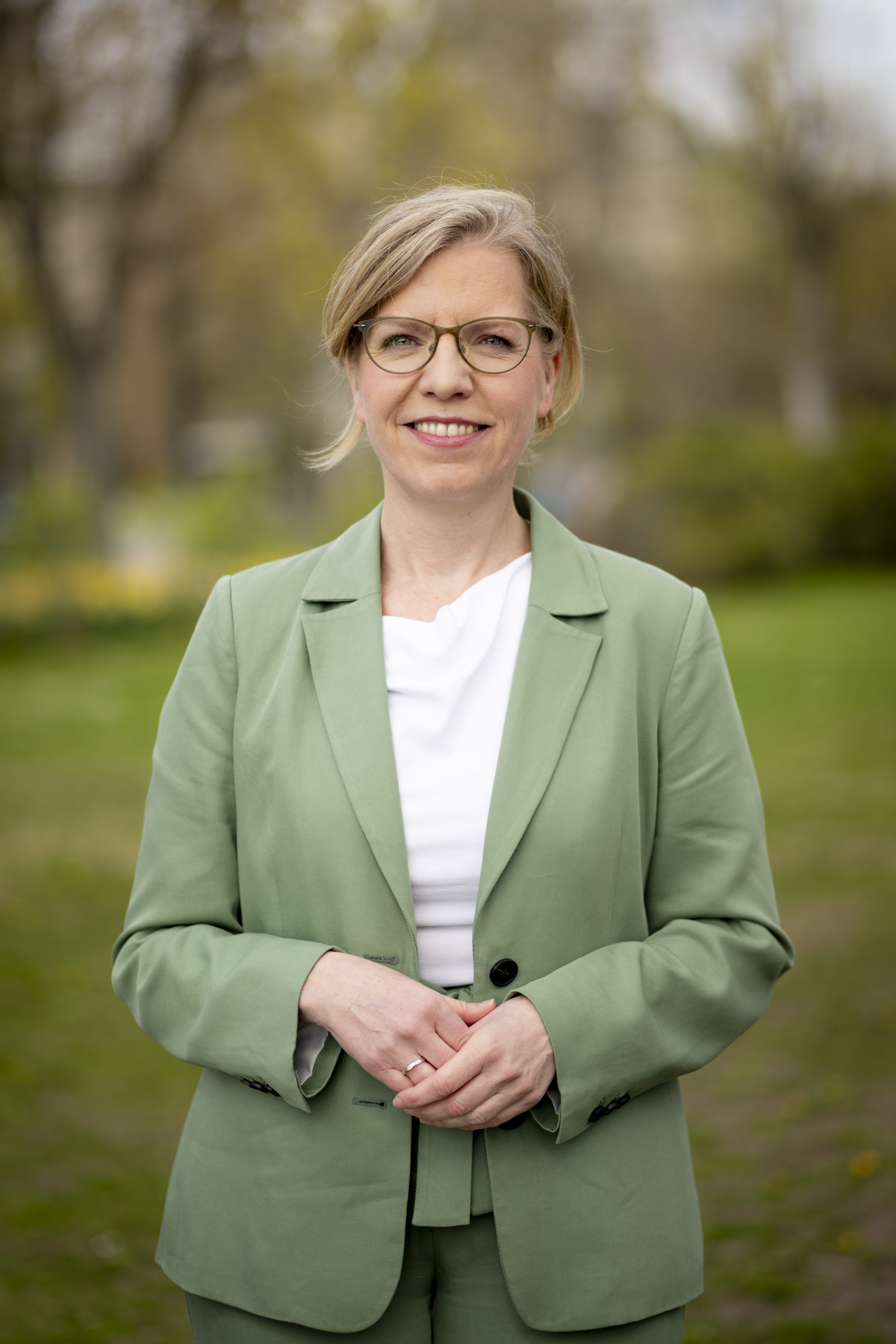
Leonore Gewessler (* 1977)

- Gewey, Franz Xaver (1764–1819), österreichischer Beamter, Schauspieler und Schriftsteller

### Gewi
- Gewiese, Georg (1869–1917), deutscher Jurist und Regierungsbeamter
- Gewiess, Josef (1904–1962), deutscher Theologe und Hochschullehrer
- Gewiliobus († 758), Bischof von Mainz
- Gewin, Justinus Pedro Johannes (1880–1965), Jurist, Genealoge und amtierender Sekretär von dem Hoge Raad van Adel
- Gewinner, Malin (* 1987), deutsche Autorin und Buchgestalterin
- Gewirth, Alan (1912–2004), US-amerikanischer Philosoph
- Gewirtzman, David (1928–2012), Überlebender des Holocaust und Menschenrechtsaktivist
- Gewis, Carl (1865–1932), Fabrikant
- Gewiss, Horst (* 1952), deutscher Bahnradsportler
- Gewitsch, Isidor (1863–1938), österreichischer Aktienhändler und früher Förderer der zionistischen Bewegung in Wien

### Gewo
- Gewold, Christoph (1556–1621), deutscher Jurist und Historiker
- Geworg V. (1847–1930), Katholikos der Armenischen Apostolischen Kirche
- Geworg VI. (1868–1954), Katholikos der Armenischen Apostolischen Kirche
- Geworgian, Wahan (* 1981), polnischer Fußballspieler
- Geworgjan, Arajik (* 1973), sowjetisch-armenischer Ringer
- Geworgjan, Jewa (* 2004), russisch-armenische Pianistin und Komponistin
- Geworgjan, Kirill Gorazijewitsch (* 1953), russischer Diplomat
- Geworgjan, Mark (* 2005), armenischer Fußballspieler